# Martin Irungu Mathathi
Martin Irungu Mathathi (Kenia, 25 de diciembre de 1985) es un atleta keniano, especialista en la prueba de 10000 m, con la que ha llegado a ser medallista de bronce mundial en 2007.

## Carrera deportiva
En el Mundial de Osaka 2007 gana la medalla de bronce en los 10000 metros, con un tiempo de 27:12.17, quedando en el podio tras los etíopes Kenenisa Bekele y Sileshi Sihine.